# 1re étape du Tour d'Espagne 2020
Pour un article plus général, voir Tour d'Espagne 2020.
La 1re étape du Tour d'Espagne 2020 se déroule le mardi 20 octobre 2020, d'Irun à Arrate, sur une distance de 173 km.

## Résultats

### Classement de l'étape
| \| Classement de l'étape \| Classement de l'étape \| Classement de l'étape \| Classement de l'étape \| Classement de l'étape \| \| Coureur \| Coureur \| Pays \| Équipe \| Temps \| \| --------------------- \| --------------------- \| --------------------- \| ---------------------- \| --------------------- \| \| 1er \| Primož Roglič \| Slovénie \| Jumbo-Visma \| 4 h 22 min 34 s \| \| 2e \| Richard Carapaz \| Équateur \| Ineos Grenadiers \| + 1 s \| \| 3e \| Dan Martin \| Irlande \| Israel Start-Up Nation \| + 1 s \| \| 4e \| Esteban Chaves \| Colombie \| Mitchelton-Scott \| + 1 s \| \| 5e \| Felix Großschartner \| Autriche \| Bora-Hansgrohe \| + 1 s \| \| 6e \| Enric Mas \| Espagne \| Movistar Team \| + 1 s \| \| 7e \| Hugh Carthy \| Royaume-Uni \| EF Pro Cycling \| + 4 s \| \| 8e \| Sepp Kuss \| États-Unis \| Jumbo-Visma \| + 10 s \| \| 9e \| George Bennett \| Nouvelle-Zélande \| Jumbo-Visma \| + 40 s \| \| 10e \| Andrea Bagioli \| Italie \| Deceuninck-Quick Step \| + 51 s \| |                     |                  |                        |                 |
| |                     |                  |                        |                 |
| Source : ProCyclingStats |                     |                  |                        |                 |
| Classement de l'étape |                     |                  |                        |                 |
| Coureur | Coureur             | Pays             | Équipe                 | Temps           |
| 1er | Primož Roglič       | Slovénie         | Jumbo-Visma            | 4 h 22 min 34 s |
| 2e | Richard Carapaz     | Équateur         | Ineos Grenadiers       | + 1 s           |
| 3e | Dan Martin          | Irlande          | Israel Start-Up Nation | + 1 s           |
| 4e | Esteban Chaves      | Colombie         | Mitchelton-Scott       | + 1 s           |
| 5e | Felix Großschartner | Autriche         | Bora-Hansgrohe         | + 1 s           |
| 6e | Enric Mas           | Espagne          | Movistar Team          | + 1 s           |
| 7e | Hugh Carthy         | Royaume-Uni      | EF Pro Cycling         | + 4 s           |
| 8e | Sepp Kuss           | États-Unis       | Jumbo-Visma            | + 10 s          |
| 9e | George Bennett      | Nouvelle-Zélande | Jumbo-Visma            | + 40 s          |
| 10e | Andrea Bagioli      | Italie           | Deceuninck-Quick Step  | + 51 s          |

### Points attribués pour le classement par points
| Sprint intermédiaire Bergara (km 149.4) | Sprint intermédiaire Bergara (km 149.4) | Sprint intermédiaire Bergara (km 149.4) | Sprint intermédiaire Bergara (km 149.4) | Sprint intermédiaire Bergara (km 149.4) |
| --------------------------------------- | --------------------------------------- | --------------------------------------- | --------------------------------------- | --------------------------------------- |
|                                         | Coureur                                 | Pays                                    | Équipe                                  | Point(s)                                |
| 1er                                     | Matthieu Ladagnous                      | France                                  | Groupama-FDJ                            | 4                                       |
| 2e                                      | Kenny Elissonde                         | France                                  | Trek-Segafredo                          | 2                                       |
| 3e                                      | Michel Ries                             | Luxembourg                              | Trek-Segafredo                          | 1                                       |
| modifier                                |                                         |                                         |                                         |                                         |

| Arrivée d'étape Arrate (km 173) | Arrivée d'étape Arrate (km 173) | Arrivée d'étape Arrate (km 173) | Arrivée d'étape Arrate (km 173) | Arrivée d'étape Arrate (km 173) |
| ------------------------------- | ------------------------------- | ------------------------------- | ------------------------------- | ------------------------------- |
|                                 | Coureur                         | Pays                            | Équipe                          | Point(s)                        |
| 1er                             | Primož Roglič                   | Slovénie                        | Jumbo-Visma                     | 25                              |
| 2e                              | Richard Carapaz                 | Équateur                        | Ineos Grenadiers                | 20                              |
| 3e                              | Dan Martin                      | Irlande                         | Israel Start-Up Nation          | 16                              |
| 4e                              | Esteban Chaves                  | Colombie                        | Mitchelton-Scott                | 14                              |
| 5e                              | Felix Großschartner             | Autriche                        | Bora-Hansgrohe                  | 12                              |
| 6e                              | Enric Mas                       | Espagne                         | Movistar                        | 10                              |
| 7e                              | Hugh Carthy                     | Royaume-Uni                     | EF Pro Cycling                  | 9                               |
| 8e                              | Sepp Kuss                       | États-Unis                      | Jumbo-Visma                     | 8                               |
| 9e                              | George Bennett                  | Nouvelle-Zélande                | Jumbo-Visma                     | 7                               |
| 10e                             | Andrea Bagioli                  | Italie                          | Deceuninck-Quick Step           | 6                               |
| 11e                             | Alejandro Valverde              | Espagne                         | Movistar                        | 5                               |
| 12e                             | Robert Gesink                   | Pays-Bas                        | Jumbo-Visma                     | 4                               |
| 13e                             | Gorka Izagirre                  | Espagne                         | Astana                          | 3                               |
| 14e                             | Mikel Nieve                     | Espagne                         | Mitchelton-Scott                | 2                               |
| 15e                             | David de la Cruz                | Espagne                         | UAE Emirates                    | 1                               |
| modifier                        |                                 |                                 |                                 |                                 |

### Points attribués pour le classement du meilleur grimpeur
| Puerto de Udana (km 98) 3e catégorie (6,0 km à 2,3%) | Puerto de Udana (km 98) 3e catégorie (6,0 km à 2,3%) | Puerto de Udana (km 98) 3e catégorie (6,0 km à 2,3%) | Puerto de Udana (km 98) 3e catégorie (6,0 km à 2,3%) | Puerto de Udana (km 98) 3e catégorie (6,0 km à 2,3%) |
| ---------------------------------------------------- | ---------------------------------------------------- | ---------------------------------------------------- | ---------------------------------------------------- | ---------------------------------------------------- |
|                                                      | Coureur                                              | Pays                                                 | Équipe                                               | Point(s)                                             |
| 1er                                                  | Quentin Jauregui                                     | France                                               | AG2R La Mondiale                                     | 3                                                    |
| 2e                                                   | Jetse Bol                                            | Pays-Bas                                             | Burgos-BH                                            | 2                                                    |
| 3e                                                   | Jasha Sütterlin                                      | Allemagne                                            | Sunweb                                               | 1                                                    |
| modifier                                             |                                                      |                                                      |                                                      |                                                      |

| Alto de Kanpazar (km 119.7) 3e catégorie (6,7 km à 4,1%) | Alto de Kanpazar (km 119.7) 3e catégorie (6,7 km à 4,1%) | Alto de Kanpazar (km 119.7) 3e catégorie (6,7 km à 4,1%) | Alto de Kanpazar (km 119.7) 3e catégorie (6,7 km à 4,1%) | Alto de Kanpazar (km 119.7) 3e catégorie (6,7 km à 4,1%) |
| -------------------------------------------------------- | -------------------------------------------------------- | -------------------------------------------------------- | -------------------------------------------------------- | -------------------------------------------------------- |
|                                                          | Coureur                                                  | Pays                                                     | Équipe                                                   | Point(s)                                                 |
| 1er                                                      | Quentin Jauregui                                         | France                                                   | AG2R La Mondiale                                         | 3                                                        |
| 2e                                                       | Jetse Bol                                                | Pays-Bas                                                 | Burgos-BH                                                | 2                                                        |
| 3e                                                       | Rémi Cavagna                                             | France                                                   | Deceuninck-Quick Step                                    | 1                                                        |
| modifier                                                 |                                                          |                                                          |                                                          |                                                          |

| Alto de Elgeta (km 156) 2e catégorie (6,2 km à 5,2%) | Alto de Elgeta (km 156) 2e catégorie (6,2 km à 5,2%) | Alto de Elgeta (km 156) 2e catégorie (6,2 km à 5,2%) | Alto de Elgeta (km 156) 2e catégorie (6,2 km à 5,2%) | Alto de Elgeta (km 156) 2e catégorie (6,2 km à 5,2%) |
| ---------------------------------------------------- | ---------------------------------------------------- | ---------------------------------------------------- | ---------------------------------------------------- | ---------------------------------------------------- |
|                                                      | Coureur                                              | Pays                                                 | Équipe                                               | Point(s)                                             |
| 1er                                                  | Matteo Badilatti                                     | Suisse                                               | Israel Start-Up Nation                               | 3                                                    |
| 2e                                                   | Dan Martin                                           | Irlande                                              | Israel Start-Up Nation                               | 2                                                    |
| 3e                                                   | Andrey Amador                                        | Costa Rica                                           | Ineos Grenadiers                                     | 1                                                    |
| modifier                                             |                                                      |                                                      |                                                      |                                                      |

| Alto de Arrate (km 170.5) 1re catégorie (5,3 km à 7,7%) | Alto de Arrate (km 170.5) 1re catégorie (5,3 km à 7,7%) | Alto de Arrate (km 170.5) 1re catégorie (5,3 km à 7,7%) | Alto de Arrate (km 170.5) 1re catégorie (5,3 km à 7,7%) | Alto de Arrate (km 170.5) 1re catégorie (5,3 km à 7,7%) |
| ------------------------------------------------------- | ------------------------------------------------------- | ------------------------------------------------------- | ------------------------------------------------------- | ------------------------------------------------------- |
|                                                         | Coureur                                                 | Pays                                                    | Équipe                                                  | Point(s)                                                |
| 1er                                                     | Sepp Kuss                                               | États-Unis                                              | Jumbo-Visma                                             | 10                                                      |
| 2e                                                      | Enric Mas                                               | Espagne                                                 | Movistar                                                | 6                                                       |
| 3e                                                      | Richard Carapaz                                         | Équateur                                                | Ineos Grenadiers                                        | 4                                                       |
| 4e                                                      | Dan Martin                                              | Irlande                                                 | Israel Start-Up Nation                                  | 2                                                       |
| 5e                                                      | Esteban Chaves                                          | Colombie                                                | Mitchelton-Scott                                        | 1                                                       |
| modifier                                                |                                                         |                                                         |                                                         |                                                         |

### Bonifications
|   | Coureur            | Pays       | Équipe         | Secondes |
| - | ------------------ | ---------- | -------------- | -------- |
| 1 | Matthieu Ladagnous | France     | Groupama-FDJ   | 3 s      |
| 2 | Kenny Elissonde    | France     | Trek-Segafredo | 2 s      |
| 3 | Michel Ries        | Luxembourg | Trek-Segafredo | 1 s      |

|   | Coureur         | Pays     | Équipe                 | Secondes |
| - | --------------- | -------- | ---------------------- | -------- |
| 1 | Primož Roglič   | Slovénie | Jumbo-Visma            | 10 s     |
| 2 | Richard Carapaz | Équateur | Ineos Grenadiers       | 6 s      |
| 3 | Dan Martin      | Irlande  | Israel Start-Up Nation | 4 s      |

## Classements à l'issue de l'étape

### Classement général
| \| Classement général \| Classement général \| Classement général \| Classement général \| Classement général \| \| Coureur \| Coureur \| Pays \| Équipe \| Temps \| \| ------------------ \| ------------------- \| ------------------ \| ---------------------- \| ------------------ \| \| 1er \| Primož Roglič \| Slovénie \| Jumbo-Visma \| 4 h 22 min 24 s \| \| 2e \| Richard Carapaz \| Équateur \| Ineos Grenadiers \| + 5 s \| \| 3e \| Dan Martin \| Irlande \| Israel Start-Up Nation \| + 7 s \| \| 4e \| Esteban Chaves \| Colombie \| Mitchelton-Scott \| + 11 s \| \| 5e \| Felix Großschartner \| Autriche \| Bora-Hansgrohe \| + 11 s \| \| 6e \| Enric Mas \| Espagne \| Movistar Team \| + 11 s \| \| 7e \| Hugh Carthy \| Royaume-Uni \| EF Pro Cycling \| + 14 s \| \| 8e \| Sepp Kuss \| États-Unis \| Jumbo-Visma \| + 20 s \| \| 9e \| George Bennett \| Nouvelle-Zélande \| Jumbo-Visma \| + 50 s \| \| 10e \| Andrea Bagioli \| Italie \| Deceuninck-Quick Step \| + 1 min 01 s \| |                     |                  |                        |                 |
| |                     |                  |                        |                 |
| Source : ProCyclingStats |                     |                  |                        |                 |
| Classement général |                     |                  |                        |                 |
| Coureur | Coureur             | Pays             | Équipe                 | Temps           |
| 1er | Primož Roglič       | Slovénie         | Jumbo-Visma            | 4 h 22 min 24 s |
| 2e | Richard Carapaz     | Équateur         | Ineos Grenadiers       | + 5 s           |
| 3e | Dan Martin          | Irlande          | Israel Start-Up Nation | + 7 s           |
| 4e | Esteban Chaves      | Colombie         | Mitchelton-Scott       | + 11 s          |
| 5e | Felix Großschartner | Autriche         | Bora-Hansgrohe         | + 11 s          |
| 6e | Enric Mas           | Espagne          | Movistar Team          | + 11 s          |
| 7e | Hugh Carthy         | Royaume-Uni      | EF Pro Cycling         | + 14 s          |
| 8e | Sepp Kuss           | États-Unis       | Jumbo-Visma            | + 20 s          |
| 9e | George Bennett      | Nouvelle-Zélande | Jumbo-Visma            | + 50 s          |
| 10e | Andrea Bagioli      | Italie           | Deceuninck-Quick Step  | + 1 min 01 s    |

| Classement par points | Classement par points | Classement par points | Classement par points  | Classement par points |
| Coureur               | Coureur               | Pays                  | Équipe                 | Points                |
| --------------------- | --------------------- | --------------------- | ---------------------- | --------------------- |
| 1er                   | Primož Roglič         | Slovénie              | Jumbo-Visma            | 25 pts                |
| 2e                    | Richard Carapaz       | Équateur              | Ineos Grenadiers       | 20 pts                |
| 3e                    | Dan Martin            | Irlande               | Israel Start-Up Nation | 16 pts                |
| 4e                    | Esteban Chaves        | Colombie              | Mitchelton-Scott       | 14 pts                |
| 5e                    | Felix Großschartner   | Autriche              | Bora-Hansgrohe         | 12 pts                |
| 6e                    | Enric Mas             | Espagne               | Movistar Team          | 10 pts                |
| 7e                    | Hugh Carthy           | Royaume-Uni           | EF Pro Cycling         | 9 pts                 |
| 8e                    | Sepp Kuss             | États-Unis            | Jumbo-Visma            | 8 pts                 |
| 9e                    | George Bennett        | Nouvelle-Zélande      | Jumbo-Visma            | 7 pts                 |
| 10e                   | Andrea Bagioli        | Italie                | Deceuninck-Quick Step  | 6 pts                 |

| Classement par points | Classement par points | Classement par points | Classement par points  | Classement par points |
| Coureur               | Coureur               | Pays                  | Équipe                 | Points                |
| --------------------- | --------------------- | --------------------- | ---------------------- | --------------------- |
| 1er                   | Primož Roglič         | Slovénie              | Jumbo-Visma            | 25 pts                |
| 2e                    | Richard Carapaz       | Équateur              | Ineos Grenadiers       | 20 pts                |
| 3e                    | Dan Martin            | Irlande               | Israel Start-Up Nation | 16 pts                |
| 4e                    | Esteban Chaves        | Colombie              | Mitchelton-Scott       | 14 pts                |
| 5e                    | Felix Großschartner   | Autriche              | Bora-Hansgrohe         | 12 pts                |
| 6e                    | Enric Mas             | Espagne               | Movistar Team          | 10 pts                |
| 7e                    | Hugh Carthy           | Royaume-Uni           | EF Pro Cycling         | 9 pts                 |
| 8e                    | Sepp Kuss             | États-Unis            | Jumbo-Visma            | 8 pts                 |
| 9e                    | George Bennett        | Nouvelle-Zélande      | Jumbo-Visma            | 7 pts                 |
| 10e                   | Andrea Bagioli        | Italie                | Deceuninck-Quick Step  | 6 pts                 |

| Classement de la montagne | Classement de la montagne | Classement de la montagne | Classement de la montagne | Classement de la montagne |
| Coureur                   | Coureur                   | Pays                      | Équipe                    | Points                    |
| ------------------------- | ------------------------- | ------------------------- | ------------------------- | ------------------------- |
| 1er                       | Sepp Kuss                 | États-Unis                | Jumbo-Visma               | 10 pts                    |
| 2e                        | Quentin Jauregui          | France                    | AG2R La Mondiale          | 6 pts                     |
| 3e                        | Enric Mas                 | Espagne                   | Movistar Team             | 6 pts                     |
| 4e                        | Richard Carapaz           | Équateur                  | Ineos Grenadiers          | 4 pts                     |
| 5e                        | Dan Martin                | Irlande                   | Israel Start-Up Nation    | 4 pts                     |
| 6e                        | Jetse Bol                 | Pays-Bas                  | Burgos-BH                 | 4 pts                     |
| 7e                        | Matteo Badilatti          | Suisse                    | Israel Start-Up Nation    | 3 pts                     |
| 8e                        | Esteban Chaves            | Colombie                  | Mitchelton-Scott          | 1 pt                      |
| 9e                        | Andrey Amador             | Costa Rica                | Ineos Grenadiers          | 1 pt                      |
| 10e                       | Rémi Cavagna              | France                    | Deceuninck-Quick Step     | 1 pt                      |

| Classement de la montagne | Classement de la montagne | Classement de la montagne | Classement de la montagne | Classement de la montagne |
| Coureur                   | Coureur                   | Pays                      | Équipe                    | Points                    |
| ------------------------- | ------------------------- | ------------------------- | ------------------------- | ------------------------- |
| 1er                       | Sepp Kuss                 | États-Unis                | Jumbo-Visma               | 10 pts                    |
| 2e                        | Quentin Jauregui          | France                    | AG2R La Mondiale          | 6 pts                     |
| 3e                        | Enric Mas                 | Espagne                   | Movistar Team             | 6 pts                     |
| 4e                        | Richard Carapaz           | Équateur                  | Ineos Grenadiers          | 4 pts                     |
| 5e                        | Dan Martin                | Irlande                   | Israel Start-Up Nation    | 4 pts                     |
| 6e                        | Jetse Bol                 | Pays-Bas                  | Burgos-BH                 | 4 pts                     |
| 7e                        | Matteo Badilatti          | Suisse                    | Israel Start-Up Nation    | 3 pts                     |
| 8e                        | Esteban Chaves            | Colombie                  | Mitchelton-Scott          | 1 pt                      |
| 9e                        | Andrey Amador             | Costa Rica                | Ineos Grenadiers          | 1 pt                      |
| 10e                       | Rémi Cavagna              | France                    | Deceuninck-Quick Step     | 1 pt                      |

| Classement du meilleur jeune | Classement du meilleur jeune | Classement du meilleur jeune | Classement du meilleur jeune | Classement du meilleur jeune |
| Coureur                      | Coureur                      | Pays                         | Équipe                       | Temps                        |
| ---------------------------- | ---------------------------- | ---------------------------- | ---------------------------- | ---------------------------- |
| 1er                          | Enric Mas                    | Espagne                      | Movistar Team                | 4 h 22 min 35 s              |
| 2e                           | Andrea Bagioli               | Italie                       | Deceuninck-Quick Step        | + 50 s                       |
| 3e                           | Gino Mäder                   | Suisse                       | NTT Pro Cycling              | + 1 min 31 s                 |
| 4e                           | Niklas Eg                    | Danemark                     | Trek-Segafredo               | + 1 min 37 s                 |
| 5e                           | Iván Sosa                    | Colombie                     | Ineos Grenadiers             | + 1 min 50 s                 |
| 6e                           | Clément Champoussin          | France                       | AG2R La Mondiale             | + 1 min 50 s                 |
| 7e                           | Georg Zimmermann             | Allemagne                    | CCC Team                     | + 2 min 21 s                 |
| 8e                           | David Gaudu                  | France                       | Groupama-FDJ                 | + 2 min 21 s                 |
| 9e                           | Juan Pedro López             | Espagne                      | Trek-Segafredo               | + 2 min 21 s                 |
| 10e                          | William Barta                | États-Unis                   | CCC Team                     | + 4 min 05 s                 |

| Classement du meilleur jeune | Classement du meilleur jeune | Classement du meilleur jeune | Classement du meilleur jeune | Classement du meilleur jeune |
| Coureur                      | Coureur                      | Pays                         | Équipe                       | Temps                        |
| ---------------------------- | ---------------------------- | ---------------------------- | ---------------------------- | ---------------------------- |
| 1er                          | Enric Mas                    | Espagne                      | Movistar Team                | 4 h 22 min 35 s              |
| 2e                           | Andrea Bagioli               | Italie                       | Deceuninck-Quick Step        | + 50 s                       |
| 3e                           | Gino Mäder                   | Suisse                       | NTT Pro Cycling              | + 1 min 31 s                 |
| 4e                           | Niklas Eg                    | Danemark                     | Trek-Segafredo               | + 1 min 37 s                 |
| 5e                           | Iván Sosa                    | Colombie                     | Ineos Grenadiers             | + 1 min 50 s                 |
| 6e                           | Clément Champoussin          | France                       | AG2R La Mondiale             | + 1 min 50 s                 |
| 7e                           | Georg Zimmermann             | Allemagne                    | CCC Team                     | + 2 min 21 s                 |
| 8e                           | David Gaudu                  | France                       | Groupama-FDJ                 | + 2 min 21 s                 |
| 9e                           | Juan Pedro López             | Espagne                      | Trek-Segafredo               | + 2 min 21 s                 |
| 10e                          | William Barta                | États-Unis                   | CCC Team                     | + 4 min 05 s                 |

| Classement par équipes | Classement par équipes | Classement par équipes | Classement par équipes |
| Équipe                 | Équipe                 | Pays                   | Temps                  |
| ---------------------- | ---------------------- | ---------------------- | ---------------------- |
| 1re                    | Jumbo-Visma            | Pays-Bas               | 13 h 08 min 32 s       |
| 2e                     | Movistar Team          | Espagne                | + 1 min 19 s           |
| 3e                     | UAE Team Emirates      | Émirats arabes unis    | + 2 min 30 s           |
| 4e                     | Trek-Segafredo         | États-Unis             | + 4 min 27 s           |
| 5e                     | Ineos Grenadiers       | Royaume-Uni            | + 6 min 40 s           |
| 6e                     | CCC Team               | Pologne                | + 8 min 00 s           |
| 7e                     | Cofidis                | France                 | + 8 min 16 s           |
| 8e                     | Astana                 | Kazakhstan             | + 9 min 03 s           |
| 9e                     | Mitchelton-Scott       | Australie              | + 11 min 44 s          |
| 10e                    | Total Direct Énergie   | France                 | + 15 min 30 s          |

| Classement par équipes | Classement par équipes | Classement par équipes | Classement par équipes |
| Équipe                 | Équipe                 | Pays                   | Temps                  |
| ---------------------- | ---------------------- | ---------------------- | ---------------------- |
| 1re                    | Jumbo-Visma            | Pays-Bas               | 13 h 08 min 32 s       |
| 2e                     | Movistar Team          | Espagne                | + 1 min 19 s           |
| 3e                     | UAE Team Emirates      | Émirats arabes unis    | + 2 min 30 s           |
| 4e                     | Trek-Segafredo         | États-Unis             | + 4 min 27 s           |
| 5e                     | Ineos Grenadiers       | Royaume-Uni            | + 6 min 40 s           |
| 6e                     | CCC Team               | Pologne                | + 8 min 00 s           |
| 7e                     | Cofidis                | France                 | + 8 min 16 s           |
| 8e                     | Astana                 | Kazakhstan             | + 9 min 03 s           |
| 9e                     | Mitchelton-Scott       | Australie              | + 11 min 44 s          |
| 10e                    | Total Direct Énergie   | France                 | + 15 min 30 s          |

## Prix de la Combativité
- Jetse Bol (Burgos-BH)

## Abandons
- Mathias Frank (AG2R La Mondiale) : abandon
- Ilan Van Wilder (Sunweb) : abandon
- Alexandre Geniez (AG2R La Mondiale) : abandon